# Liberty de Durham
La Liberty de Durham fue una división administrativa del norte de Inglaterra creada por los sajones y bajo el control del obispo de Durham.
La libertad fue conocida bajo nombres muy diversos: «Liberty of Durham», «Liberty of St Cuthbert's Land», «The lands of St. Cuthbert between Tyne and Tees» y «The Liberty of Haliwerfolc». La palabra haliwerfolc puede traducirse, aproximadamente, como «el pueblo o la gente del santo» y San Cuthbert se hizo famoso por proteger sus dominios con uñas y dientes.
La especial jurisdicción del obispo se basaba en la alegación de que el rey Egfrido de Northumbria había garantizado a San Cuthbert un extenso territorio al elegirlo para la sede episcopal de Lindisfarne en 684. Hacia 883 se erigió un santuario de madera en Chester-le-Street y allí fueron depositados los restos de Cuthbert. Godofredo de Jórvik concedió a la comunidad monástica el área entre los ríos Tyne y Wear. En 995, la sede se trasladó a Durham.
Tras la invasión normanda, la libertad se convirtió en el condado palatino de Durham.